# Corneli Labeó
Corneli Labeó (en llatí Cornelius Labeo) va ser un filòsof neoplatònic autor de nombroses obres sobre endevinació de les quals només se'n conserven alguns fragments. Sobre l'època en què va viure hi ha discrepàncies, però se l'acostuma a situar al segle iii i, per tant, era contemporani de Porfiri.
Se'l presenta com un teòleg eclèctic que busca unificar concepcions i experiències diverses, però amb el misticisme com a tema central. Convé precisar que des del segle ii la paraula philosophia inclou, confonent-les entre si, disciplines diverses, com ara la mitologia i l'astronomia, tradicions paganes i filosofia, màgia, pensament científic i especulació metafísica.
És esmentat per Macrobi que diu que va escriure el llibre Fastorum libri, sobre el calendari religiós romà, i que tracta de la durada dels dies i dels mesos, especulacions teològiques sobre els déus als que es consagraven les festivitats, i a més arreplegava més de tres-cents epítets culturals sobre la deessa Afrodita.
Un altre llibre seu, també citat per Macrobi, va ser un recull d'escrits sobre la Disciplina Etrusca. Labeó va tractar d'actualitzar i adaptar a la seva època els antics textos endevinatoris etruscs. Dels fragments que es conserven, un fa menció de les "pedres manals", referents als Manes i als Penates i un altre a les observacions de la lluna durant el solstici d'estiu. També li atribueix un o diversos llibres sobre els déus "animats". Segons els fragments que es conserven, mitjançant certes cerimònies les ànimes humanes es transformaven en divinitats, anomenades "animades" perquè tenien el seu origen en una "ànima". Distingia també en aquests fragments, les divinitats bones de les dolentes, segons el culte que se'ls hi donés. Les dolentes s'aplacaven amb sacrificis cruents i les bones només exigien jocs i cerimònies alegres. També se li atribueix De Oraculo Apollinis Clarii, un llibre sobre l'oracle d'Apol·lo a Claros.
Alguns autors han deduït que Macrobi s'equivoca i que aquest Labeó es tractaria d'un Antisti Labeó (Quint Antisti Labeó o Marc Antisti Labeó).